# Riccardo Orestano
Riccardo Orestano (Palermo, 26 maggio 1909 – Roma, 11 novembre 1988) è stato un giurista italiano.

## Biografia
Nacque a Palermo il 26 maggio 1909 da Francesco Orestano e Sofia Travaglia. 
La sua formazione fino all'adolescenza fu affidata a precettori privati e avvenne sotto la supervisione del padre, professore di filosofia (membro della Reale Accademia d'Italia dal 1929), a cui seguì l'iscrizione alla facoltà di giurisprudenza presso l'Università di Roma "La Sapienza". Durante gli studi, si orientò verso le tematiche storico-giuridiche dopo aver ascoltato casualmente, nel dicembre 1931, una lezione di Salvatore Riccobono. Con lui si laureò nel 1932, discutendo una tesi sulla cognitio extra ordinem.
Dal 1932 al 1935 fu assistente alla Sapienza, dal 1935 al 1937 professore incaricato di istituzioni di diritto romano e di diritto romano nell'Università di Camerino. Nel 1937 vinse il concorso a un posto di professore straordinario di istituzioni di diritto romano nell'Università di Cagliari; la vittoria fu accompagnata da polemiche e da una relazione di minoranza, eco di contrapposizioni vivaci che dividevano la romanistica italiana. Orestano non era infatti un seguace del metodo interpolazionistico, che in base ad analisi formali andava alla ricerca di alterazioni nei testi utilizzati dai compilatori bizantini, distinguendo due sistemi giuridici: uno classico, dalla repubblica al principato, e uno giustinianeo.
Insegnò a Cagliari fino al 1939, quando fu chiamato all'Università di Siena, dove, passato ordinario, nel 1940 diventò preside della facoltà di giurisprudenza, ufficio che mantenne fino al 1942. Nel 1943, in seguito all'invasione delle forze tedesche, Orestano rifiutò di aderire alla Repubblica Sociale Italiana, venendo arrestato e deportato in Germania nei campi di concentramento nazisti, dove, tra fatiche e sofferenze, partecipò alle attività di resistenza; liberato nel 1945, tornò in Italia, dove fu tra i fondatori dell'Associazione nazionale ex internati in Germania, di cui fu presidente onorario fino alla morte.
Conclusa la guerra, riprese a insegnare a Siena, per poi passare nel 1950 all'Università di Genova. Il diritto romano gli appariva pluralistico al suo interno e mutevole: non un ordinamento stabile, ma un insieme di vicende giuridiche che si comprendono solo ripercorrendo i contesti di cui sono partecipi; proprio su questo punto, il suo insegnamento ebbe fortuna tra i non romanisti e soprattutto fra gli studiosi più giovani.
Nel 1960 Orestano fu chiamato alla facoltà di giurisprudenza della Sapienza, dove insegnò dapprima storia del diritto romano, per poi ottenere la cattedra di diritto romano. Assieme ad altri giuristi, in particolare alcuni che erano con lui nell'Ateneo romano, come Massimo Severo Giannini, Gino Gorla, Mario Nigro, fu promotore di un nuovo approccio allo studio del diritto, di impronta antiformalistica, aperto all'analisi dei fatti sociali e delle forme di vita. 
Dal 1964 al 1972 fu presidente del Comitato per le scienze giuridiche e politiche del Consiglio Nazionale delle Ricerche, svolgendo anche l'attività di avvocato presso vari enti pubblici come l'ENEL. Si mostrò dialogante nei confronti delle proteste studentesche del 1968, firmando un appello al riguardo insieme a Giovanni Pugliese Carratelli e da giovani studiosi, tra cui Stefano Rodotà e Sabino Cassese.
Ritiratosi dell'insegnamento nel 1979, andò in pensione nel 1984, venendo nominato l'anno successivo professore emerito. Fu socio nazionale dell'Accademia Nazionale dei Lincei dal 1974. 
Morì a Roma l'11 novembre 1988.

## Opere
- Riccardo Orestano, La struttura giuridica del matrimonio romano, Milano, Giuffrè Editore, 1951;
- Riccardo Orestano, L'appello civile in diritto romano, Torino, G. Giappichelli Editore, 1952;
- Riccardo Orestano, Introduzione allo studio storico del diritto romano, Torino, G. Giappichelli Editore, 1953 ;
- Riccardo Orestano, I fatti di normazione nell'esperienza romana arcaica, Torino, G. Giappichelli Editore, 1967;
- Riccardo Orestano, Il problema delle persone giuridiche in diritto romano, Torino, G. Giappichelli Editore, 1968.

## Fonti
Massimo Brutti, ORESTANO, Riccardo, Dizionario biografico degli italiani, Volume 79, 2013